# 1-й провулок Окрестіна (Мінськ)
1-й провулок Окрестіна — провулок у Московському районі Мінська. Розташований в мікрорайоні Грушевка. Названо на честь Бориса Семеновича Окрестіна (1923—1944), учасника визволення Білорусі, Героя СРСР. На алеї є лише 2 будинки: 36 і 38.

## Будинки
- № 36А — центр тимчасового тримання Мінського міськвиконкому. Прославився затриманням протестувальників у 2006 та 2020 роках.
- № 36 — центр ізоляції правопорушників Головного управління внутрішніх справ Мінського міськвиконкому.
- № 38 — приймальний центр для неповнолітніх Мінського міськвиконкому.